# Jimmy Turgis
Jimmy Turgis (Bourg-la-Reine, 10 de agosto de 1991) é um ciclista francês que foi profissional entre 2014 e fevereiro de 2020.
É o irmão maior dos também ciclistas profissionais Anthony Turgis e Tanguy Turgis.
a 10 de fevereiro de 2020 anunciou sua retirada como ciclista profissional devido a problemas cardíacos, mesmo motivo que levaram ao retiro de seu irmão Tanguy em 2018.

## Palmarés
- Não conseguiu nenhuma vitória como profissional

## Resultados em Grandes Voltas
Durante a sua carreira desportiva tem conseguido os seguintes postos nas Grandes Voltas.
| Corrida | Corrida         | 2014 | 2015 | 2016 | 2017 | 2018 | 2019 |
| ------- | --------------- | ---- | ---- | ---- | ---- | ---- | ---- |
|         | Giro d'Italia   | —    | —    | —    | —    | —    | —    |
|         | Tour de France  | —    | —    | —    | —    | —    | —    |
|         | Volta a Espanha | —    | —    | —    | Ab.  | —    | —    |

—: não participa 

Ab.: abandono 